# Nancy Richey
Nancy Richey-Gunter (ur. 23 sierpnia 1942 w San Angelo) – tenisistka amerykańska. Należała do ścisłej światowej czołówki na przełomie lat 60. i 70., osiągając pozycję wiceliderki rankingu światowego w 1969. W latach 1963–1975 była klasyfikowana w czołowej dziesiątce na świecie, a 1960-1976 w czołowej dziesiątce w USA (w tym jako nr 1 w okresach 1964-1965 i 1968-1969).
Wygrała łącznie sześć turniejów wielkoszlemowych, w tym 2 w grze pojedynczej – Australian Open 1967 i French Open 1968. W 1966 wygrała trzy deblowe turnieje, do Wielkiego Szlema zabrakło triumfu na French Open; ponadto wygrała w deblu US Open w 1965.
Czterokrotnie przegrywała w finałach gry pojedynczej – Australian Open 1966, French Open 1966, US Open 1966 i 1969; na Wimbledonie w singlu doszła najwyżej w 1968 (półfinał). W 1967 przegrała w deblowym finale Wimbledonu, a w 1969 – French Open.
W 1964 (po pokonaniu Marii Bueno) i w 1965 zwyciężczyni mistrzostw Ameryki Północnej (w 1969 finalistka tej imprezy), w 1965 finalistka międzynarodowych mistrzostw Włoch w Rzymie. Zdobywała tytuły mistrzyni USA na różnych nawierzchniach – w 1961 na korcie twardym, w 1965 w hali, w 1963-1968 na korcie ziemnym. W 1973 finalistka turnieju Virginia Slims Championships; w 1968 wygrała Madison Square Garden Championships w Nowym Jorku, a do historii przeszedł jej półfinał z Billie Jean King, w którym przegrywała już 4:6, 1:5 i zdołała jeszcze odwrócić losy spotkania.
W latach 1964 i 1968-1969 występowała w reprezentacji w Pucharze Federacji; w 1969 zdobywczyni Pucharu. Była także członkiem reprezentacji w Pucharze Wightman.
W 2003 została wpisana do Międzynarodowej Tenisowej Galerii Sławy.